# Nierówność Harnacka
Nierówność Harnacka – twierdzenie dotyczące szacowania wartości nieujemnych funkcji harmonicznych.

## Nierówność
Niech {\displaystyle \Omega \subseteq \mathbb {R} ^{n}} oraz {\displaystyle \Omega '\subset \Omega } będą ograniczone, otwarte i spójne. Niech funkcja {\displaystyle u} będzie harmoniczna i nieujemna w {\displaystyle \Omega .} Wówczas istnieje stała {\displaystyle C,} zależna tylko od {\displaystyle \Omega ,} {\displaystyle \Omega '} i {\displaystyle n,} taka że:
{\displaystyle \sup _{x\in \Omega '}{u(x)}\leqslant C\cdot \inf _{x\in \Omega '}{u(x)}.}